# Марк Шагал
Марк Шагал (на руски: Марк Шагал; на идиш: מארק שאגאל) е псевдоним на Мойше Захарович Шагалов, руски и френски художник от еврейски произход. Той е предшественик на сюрреализма.

## Биография
Шагал е роден в град Витебск, Руска империя (понастоящем Беларус), през 1887 г. По онова време населението на Витебск е около 66 хил. души, половината от които са евреи. Мойше е най-голямото от 9 деца. В този юлски ден през 1887 г. в родния му град става опустошителен пожар. Пламъците обхващат и къщата на родителите му. Креватът, на който лежи майка му Фейга с новородения си син, е стигнат от огъня. Местят родилката и бебето на безопасно място с помощта на одеало.
През 1906 г. се записва в престижното художествено училище на Юрий Пен, където учи 2 години. Впоследствие заминава за Санкт Петербург, който по онова време е столица на Русия и център на артистичния живот на империята. В книгата си „Моя живот“ Шагал пише, че е пристигнал в големия град с 27 рубли в джоба, дадени му от баща му с думите: „Запомни, че нямам повече пари. Това е всичко, което мога да ти дам. Няма да ти пращам нищо. Не разчитай на повече!“. Там Шагал първо учи в художествената школа „Общество за насърчаване на художественото изкуство“, чийто директор тогава е Николай Рьорих. Марк Шагал до такава степен поразил с майсторството си членовете на комисията в Петербургската рисувална школа, че те го приели направо в трети курс. Това му спестило доста разходи за обучение. След това е студент на известния художник и сценограф Леон Бакст в частното художествено училище на Е. Званцева. 
През 1910 г. за пръв път посещава Париж, където се потапя в живота на интелектуалните среди, запознава се с Гийом Аполинер, сприятелява се с поета Блез Сандрар и живее в „Ла Рюш“ с Модиляни, Сотин, Леже и Липшиц. През 1912 г. представя свои картини в Салона на независимите в Париж, а през 1913 г. – в Амстердам. Първата му самостоятелна изложба, през 1914 г. в Берлин, има много голям успех.
През същата година Шагал се връща във Витебск, където го очаква годеницата му Белла Розенфелд. Той има намерение да престои там само три месеца, но е принуден да остане 10 години заради Първата световна война, последвана от Октомврийската революция. През 1915 г. се жени за Белла Розенфелд, а година по-късно се ражда дъщеря им Ида.
След тежки години в мизерия в Ленинград и Москва, най-сетне успява да си уреди виза за Франция, за където заминава през 1923 г. На път за Париж Шагал минава през Берлин, за да си вземе картините от изложбата от 1914 г., но не успява да открие нито една.
В Париж започва да прави илюстрации към книги, сред които „Мъртви души“ на Гогол, „Басните“ на Лафонтен и Библията. През 1939 г. творецът завършва поръчаните му от Амброаз Волар рисунки за Библията. По-късно през 1973 г., по време на речта си за откриването на Националния музей „Библейско послание Марк Шагал“ в Ница, художникът споделя, че е бил пленен от Библията от съвсем ранна възраст. „Тя, Библията, ми се струваше и все още ми се струва най-големият източник на поезия за всички времена. Оттогава търся това отражение в живота и в изкуството. Библията е като отзвук в природата и се опитвам да пресъздам точно тази тайна.“
През 1926 г. е представена първата му изложба в Съединените щати, но самият той не е там за откриването. Докато е във Франция, Шагал пътува из страната, като винаги носи със себе си скицник. Особено много му харесва Лазурният бряг – заради прекрасните цветове и пейзажи и мекия климат. Художникът пътува и извън Франция – посещава Испания, Италия, Нидерландия, Палестина.
През 1937 г. Шагал и съпругата му получават френско гражданство, семейството се премества от Париж в Прованс. Поради започването на Втората световна война и нарастващия антисемитизъм във Франция, единственото спасение за Шагал е да напусне страната и той заминава заедно със семейството си през 1941 г. за Ню Йорк. През 1942 г. синът на Анри Матис – Пиер представя изложба с картините на Шагал в своята галерия в Ню Йорк. През 1944 г. Белла умира вследствие на вирусна инфекция и Шагал не е в състояние да рисува в продължение на месеци. Художникът преживява тежко смъртта ѝ и забранява да се говори за нея като за мъртва. Впоследствие образът на Белла започва да се появява често в творбите му.
През 1945 г. художникът се запознава с Вирджиния Хагард Макнийл, дъщеря на бивш британски консул в САЩ, и от връзката им се ражда син – Дейвид Макнийл.
През 1947 г. Шагал се завръща във Франция и отива да живее на Лазурния бряг, в селцето Saint-Paul-de-Vence, където вече са се установили и други художници, като Матис и Пикасо. През 1952 г. Вирджиния Хагард напуска Шагал заради фотографа Чарлз Лейренс – самата тя иска да стане професионален фотограф. Същата година дъщеря му Ида го запознава с Валентина Бродска – Вава, за която той се жени през юли същата година. Вторият му брак е щастлив, но Белла остава завинаги неговата муза – до края на живота си художникът отказва да говори за нея като за починала. Шагал никога не е рисувал портрет на Валентина, която умира през 1997 г.
През 1963 г. Шагал посещава Вашингтон. Откриват се негови изложби в Токио и Киото. Френският министър на културата Андре Малро го кани да изрисува тавана на Националната опера в Париж. Шагал също така е автор на стенописа във фоайето на Операта във Франкфурт на Майн и на витражите в северния неф на катедралата „Сент Етиен“ в Мец.
През 1973 г. Шагал отива в СССР по покана на съветското Министерство на културата. Тогава посещава Москва и Ленинград и подарява свои картини на Третяковската галерия и на Музея за изобразително изкуство „А. С. Пушкин“. През 1977 г. творецът е награден с най-голямото френско отличие – Ордена на почетния легион. Негови изложби са представени в Лувъра през 1977 – 1978 г. (в противоречие с правилото Лувърът става домакин на изложба на все още жив художник). През 1997 г. е открита първата изложба на художника в Беларус.
През последните 30 години от живота си Шагал създава много творби. В края на 1950-те години усвоява трудното изкуство на витражите и създава многобройни витражи на различни места по света, като например катедралата в Мец (1958 – 1960 г.), синагогата на Хадаса в Медицинския център на Еврейския университет в Ерусалим (1960 – 1961 г.), сградата на ООН в Ню Йорк (1964 г.) и Института за изкуство в Чикаго (1977 г.). Витражите на Шагал често се считат за едни от най-силните му творби в късното му творчество – свойствата на стъклото да поема блестящи цветове напълно въплъщава магическите творчески образи, които художникът създава.
До последния си ден Марк Шагал работи по картини, мозайки, витражи, скулптури и керамики. На 28 март 1985 г. 97-годишният художник, след като е прекарал цял ден в студиото си, влиза в асансьора на сградата, в която живее в градчето Сен Пол де Ванс, за да стигне дома си, който се намира на втория етаж. Умира при потеглянето на асансьора – „летейки“, както преди време му е предсказала циганка и както често се е изобразявал в картините си.

## Витражите на Шагал
Витражите са сред най-важните творби на Шагал. Стъклото му дава възможност да изрази желанието си за създаване на интензивни и жизнени цветове, но и в допълнение към това то си взаимодейства с естествената светлина – пречупваща се и непрекъснато променяща се. Всичко – от мястото на гледката до метеорологичните условия – променя визуалния ефект при витражите. Шагал изпълнява първия си голям проект за витраж през 1956 г. за църквата в Аси (Франция). След това – от 1958 до 1960 г. – създава витражите за Мецката катедрала.
През 1960 г. той започва да създава витражи за синагогата на Хадаса в Медицинския център на Еврейския университет в Ерусалим. Лемари пише, че „за да се освети синагогата духовно и физически“ е взето решение 12-те прозореца, символизиращи 12-те племена на Израел, да се изпълнят с витражи. Шагал си представя синагогата като „корона, предоставена на еврейската кралица“, а прозорците – „скъпоценни камъни от полупрозрачен пламък“. Творецът посвещава следващите 2 години на тази задача и след завършването им прозорците са изложени в Париж, а след това в Музея за модерно изкуство в Ню Йорк. През февруари 1962 г. витражите са монтирани за постоянно в Ерусалим.
През 1964 г. Шагал създава витраж за Организацията на обединените нации в памет на Даг Хамаршелд – втория генерален секретар на ООН, който умира в самолетна катастрофа в Африка през 1961 г. Витражът съдържа символи на мира и любовта, наред с музикални символи. Между 1978 г. и 1985 г., по поръчка на свещеника Клаус Майер, художникът създава първоначално един, а след това още осем витража за църквата „Св. Стефан“ в Майнц, Германия. В тях сцените с библейски персонажи се открояват на фона на наситено синьо.

## Стилови особености и влияния
Културата на неговата родина, неговото детство и революцията, първата му любов оставят трайна следа в творчеството му, въпреки че в по-голямата част от живота си твори в Париж и в други градове на Франция и света. Неговият еврейски произход и непрекъснатият контакт с 2 големи европейски култури допринасят в голяма степен за своеобразието на изкуството му. Парижката бохема, както и способността му по свой начин да пресъздаде стилистичните особености на кубизма и сюрреализма го правят уникален, неподражаем и подкупващо чаровен. В творбите на Шагал реалните форми често са представени в чудновати съчетания и ситуации, противоречащи на логиката и на равновесието.

## Галерия
- „Полулегнала гола“, 1911
- „Автопортрет със седем пръста“, 1913
- „Автопортрет“, 1914
- „Рожден ден“, 1915

## Признание и отличия
- 1939: Награда „Карнеги“ за изкуство на Художествения музей „Карнеги“ в Питсбърг, Пенсилвания, САЩ
- 1959: Почетен член на Американската академия за изкуства и литература
- 1959: Почетен доктор на Глазгоуския университет, Великобритания
- 1960: Носител на наградата „Еразъм“, Копенхаген, Дания
- 1962: Почетен гражданин на френския град Ванс
- 1975: Почетен доктор на Еврейския университет в Йерусалим
- 1977: Носител на големия кръст на Ордена на почетния легион
- 1981: Награда „Уолф“ за изобразително изкуство
- 1981: Почетен гражданин на германския град Майнц[10]